# Institut Barraquer d'Oftalmologia
L'Institut Barraquer d'Oftalmologia és una associació científica independent dedicada a la investigació i a l'ensenyament de l'oftalmologia, adscrita a la Universitat Autònoma de Barcelona des de 1971. Fou fundat el 1947 pel doctor Ignasi Barraquer i Barraquer (qui en fou president fins al 1965) i la seva esposa Josefa Moner. Organitza cursos de postgrau i forma una unitat amb el Centre d'Oftalmologia Barraquer. El 1986 va rebre la Creu de Sant Jordi.
Està regit per una Junta Rectora que delega part de les seves funcions en la direcció executiva, ambdues assessorades per juntes de govern consultives i de publicacions. Des de 1956 organitza cada cinc anys un Curs Internacional d'Oftalmologia de reconegut prestigi internacional, i inclou conferències i taules rodones. També atorga una Medalla d'Or.